# Amauropsis purpurea
Amauropsis purpurea är en snäckart som beskrevs av Dall 1871. Amauropsis purpurea ingår i släktet Amauropsis och familjen borrsnäckor. Inga underarter finns listade i Catalogue of Life.